# آرتور تارنوفسکی
آرتور تارنوفسکی (انگلیسی: Arthur Tarnowski؛ ‏ ۲۰ ژانویهٔ ۱۹۷۱) تدوین‌گر لهستانی‌تبار اهل کانادا است. وی ۳ مرتبه نامزد دریافت جایزه هنرهای تصویری کانادا شده است.
از فیلم‌هایی که وی در آن‌ها نقش داشته است، می‌توان به پروژه مرغ مگس‌خوار، انسان بودن، حساب هیجانی، عزم راسخ ایرنا و اختفا اشاره نمود.